# Biopace

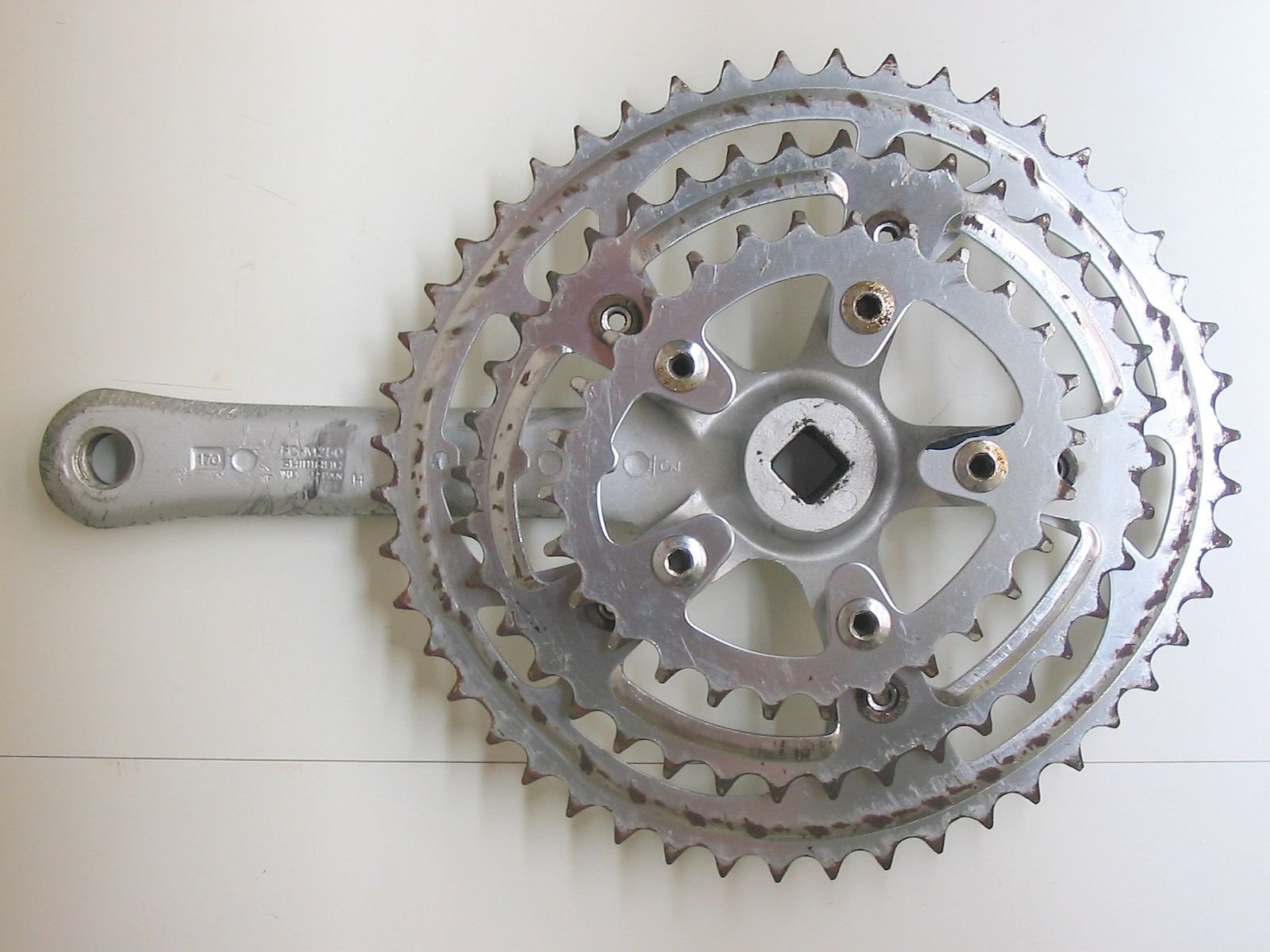
Conjunt Biopace

BioPace és una marca comercial d'un tipus de "plat ovoide" de bicicleta que evita la Zona morta dels pedals, fabricat per Shimano 1983-1993
El disseny (plat oval) va ser pensat per ajudar a superar la "zona morta", on el pedals són verticals o inferior del seu recorregut) i els pilots tenen pocs avantatges mecànics.
Quan les bieles estan verticals, la força que aplica el ciclista és gairebé paral·lela als pedals, quan l'ideal seria que fos perpendicular a les bieles (com passa quan estan horitzontals). A més de ser poc eficient els genolls pateixen molt més.
Desavantatges afegits:

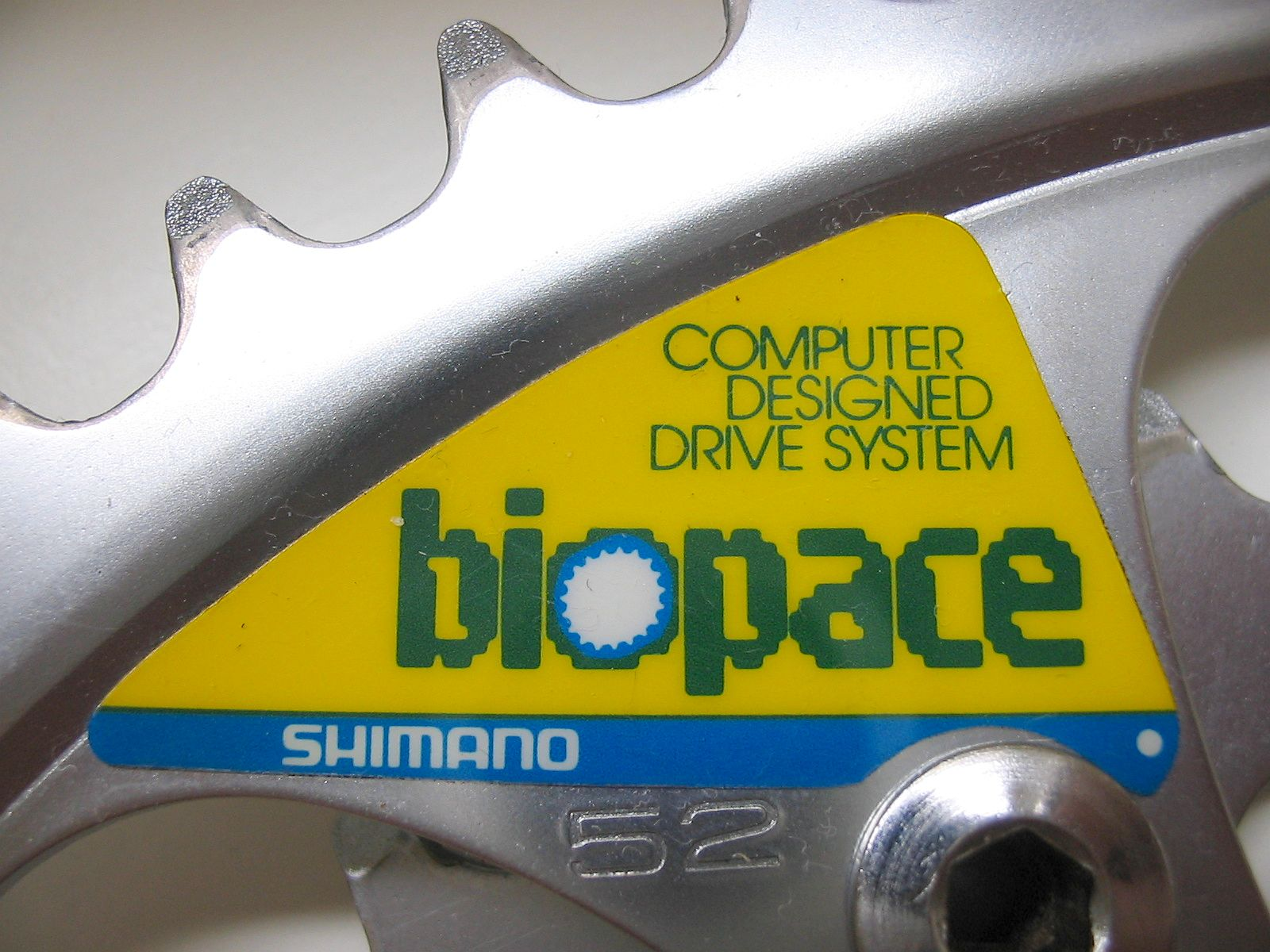
Logo de Biopace sobre el plat

- En terreny pla no és molt problemàtic. Ho és sobretot en pujades on es pedaleja amb poca cadència i amb molta esforç.
- Les variacions de Parell al llarg del pedaleig fa que les suspensions es bambolegin més i es perdi eficàcia.
- Aquesta variació fan més fàcil produir pèrdues de tracció.
- Dificulta el pas per zones trialeres (Amb molts sots pronunciats i pedres). En superar un obstacle se sol posar el pedal a la part superior per tenir el màxim recorregut abans de la següent pedalada i la major altura lliure sota del pedaler durant el recorregut. En aquesta posició s'aprofita malament la força i el ciclista s'embarassa. A més si la roda derrapa el pedal passarà a una posició més eficient per aplicar la força i derrapatge s'agreugés i no acabés fins que s'acabi la pedalada, gairebé sense fer un treball útil.

## Altres sistemes per eliminar la zona morta
A part de la solució de plat ovoide del Biopace els altres sistemes per atenuar o eliminar la zona morta són: 
- Sistema de plat ovoide de Q-Rings
- Sistema de bieles Rotor
- Bicicleta de transmissió hidràulica es pot utilitzar un èmbol en comptes d'un bomba rotatòria. Igual que un pedal de fre o una xeringa produeix un força homogènia al llarg del seu recorregut, aquest sistema produiria un parell més constant.
- Un sistema de cremallera i pinyó.[3]
- La bicicletes sense pinyó lliure ajuda amb la seva pròpia inèrcia a moure els peus del ciclista en els punts alts i baixos del pedaleig.